# 烏斯佩尼夫卡 (波洛希區)
47°46′59″N 36°23′45″E / 47.78306°N 36.39583°E
烏斯佩尼夫卡（烏克蘭語：Успенівка），亦译为乌斯佩诺夫卡，是位於烏克蘭東南部的村莊，由扎波羅熱州波洛希區的胡利亚伊波莱市镇負責管轄。該村始建於1802年，面積4.08平方公里，海拔高度95米，2001年人口1,422，人口密度每平方公里348.8人。